# Srebrna Krila
Srebrna Krila (Серебряные крылья) — музыкальный коллектив из Югославии. Эта группа была известна в СССР под названием «Серебряные крылья» и исполняла поп-рок. Srebrna Krila фактически дважды представляли Югославию на конкурсе песни Евровидение: в 1984 году главный участник группы Владо Калембер, совместно с Изольдой Баруджией, занял восемнадцатое место с песней Ciao Amore; в 1988 году с песней Mangup, занявшей 6-е место, участвовала вся группа, но без Калембера, покинувшего её в 1987 году.

## Дискография
- 1979 Srebrna krila
- 1980 Ja sam samo jedan od mnogih sa gitarom
- 1980 Sreo sam ljubav iz prve pjesme
- 1981 Ša-la-la
- 1982 Julija i Romeo Kompilation
- 1982 Zadnja ploča
- 1983 Silverwings englische Version von Zadnja ploča, kanadische Ausgabe
- 1983 Djevuška
- 1984 Uspomene
- 1986 30 u hladu
- 1988 Mangup
- 1988 Poleti golubice